# Carl von Otter (1766–1813)
Carl von Otter, född 13 augusti 1766 i Åkedal i släkten von Otter, död den 20 oktober 1813 i Munstorp, var en svensk militär.

## Biografi
Carl von Otter var son till Sebastian von Otter (1737–1805) och Maria Margareta Hierta (1740–1806). Von Otters militära bana inleddes 1767 när han blev volontär vid Skaraborgs regemente. Där nådde han till slut en tjänst som Sekundadjutant år 1779, efter vilket han sedan transfererades till Tavastehus regemente 1783 och till Österbottens regemente 1784.
Under Gustav III:s ryska krig tjänade han som stabsadjutant för efter varandra Generalerna Fredric Arvidsson Posse och Johan August Meijerfeldt, samt deltog han även i slagen vid Abborfors, Sutela, Högfors och Värelä.
Efter konfliktens slut placerades han som stabskapten i Finska gardesregementet innan han år 1799 återinträdde sig vid Österbottens regemente med tjänst som Premiärmajor.
Under Finska kriget 1808–1809 förde han befäl över största delen av Österbottens regemente då dess Överste, Gustaf von Numers, befann sig med det svenska högkvarteret. I denna befattning deltog han med utmärkelse i slagen vid Nykarleby och Kauhajoki samt säkrade han segrar i slagen vid Samelinlakso och Nummijärvi. Dock fick han med Johan Fredrik Eek bära skulden för nederlaget i slaget vid Parjakanneva, där oenigheter om vem som hade högsta befäl resulterade i en förnedrande reträtt. Han befordrades till överste år 1809.
Efter konfliktens slut tjänade han som överstelöjtnant vid efter varandra Älvsborgs regemente och Österbottens regemente innan sin bortgång den 20 oktober 1813 i Munstorp vid 47 år ålder.

## Familj
Von Otter gifte sig med Catharina Charlotta Krook (1785–1839) den 21 september 1806 i Vasa. Giftermålet var barnlöst.